# NGC 7738
NGC 7738 este o liner situată în constelația Peștii. A fost descoperită în 1865 de către .